# Fettabscheider

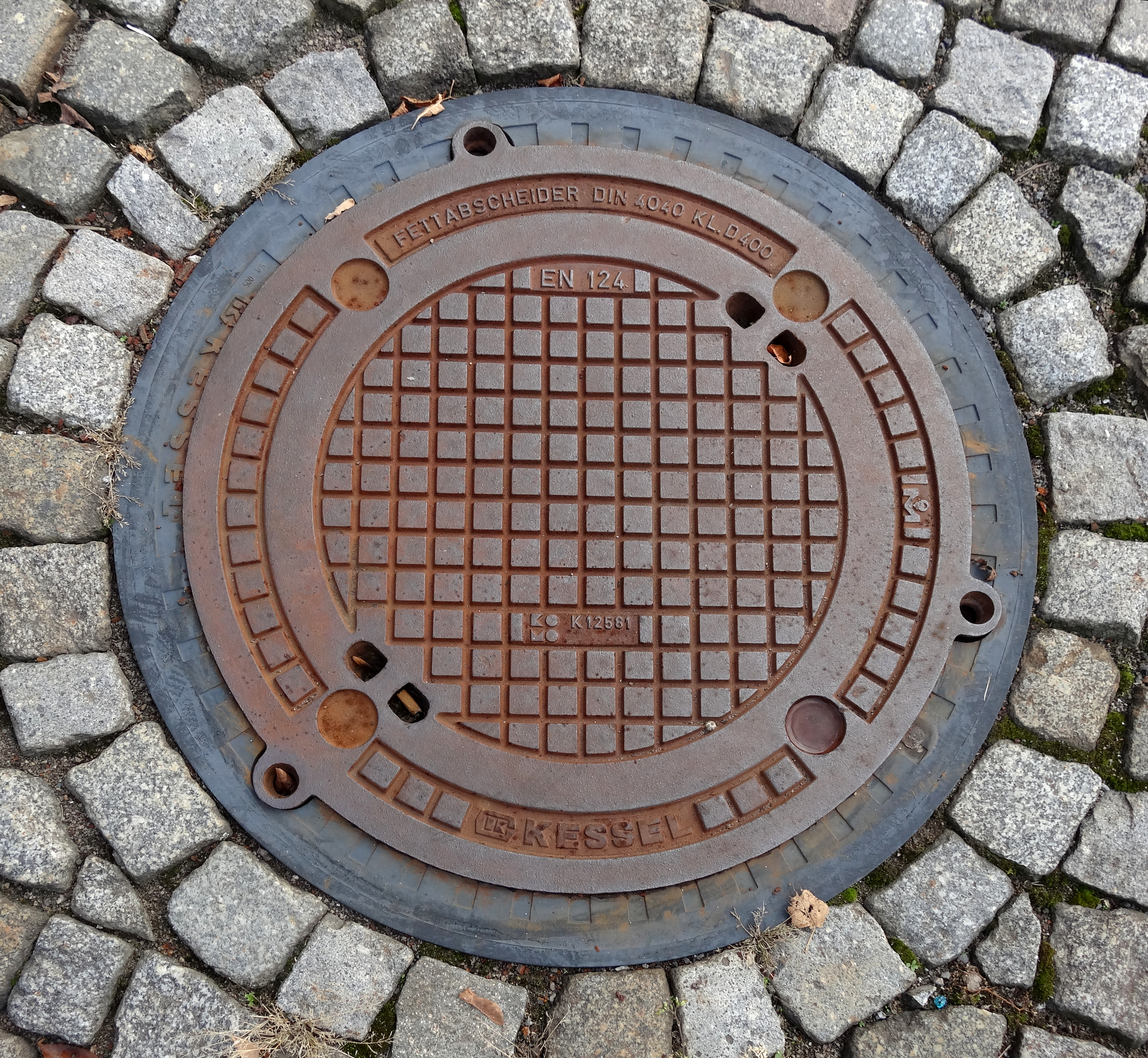
Der Schachtdeckel eines unterirdischen Fettabscheiders

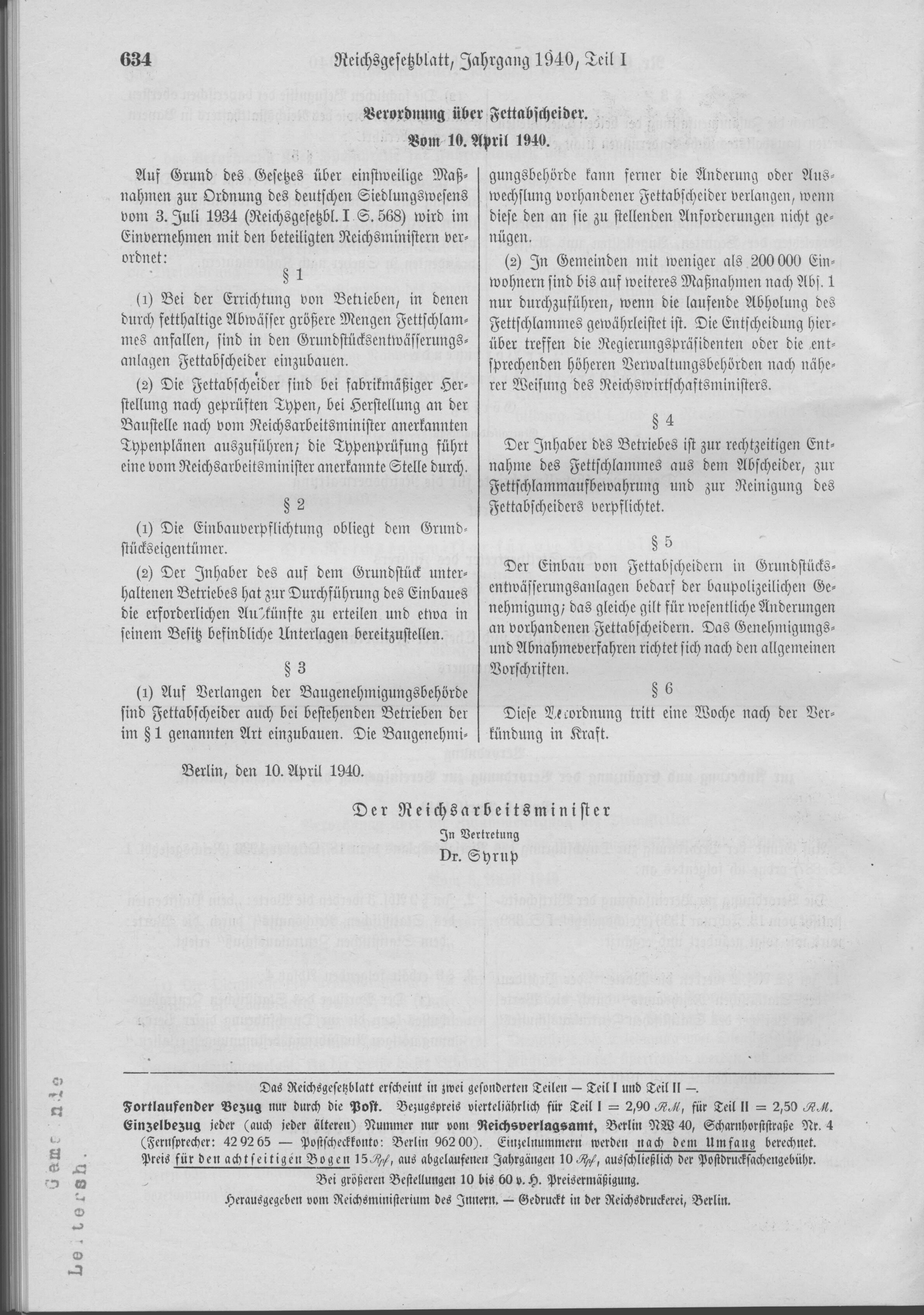
Verordnung über Fettabscheider vom 10. April 1940 (Deutsches Reich)

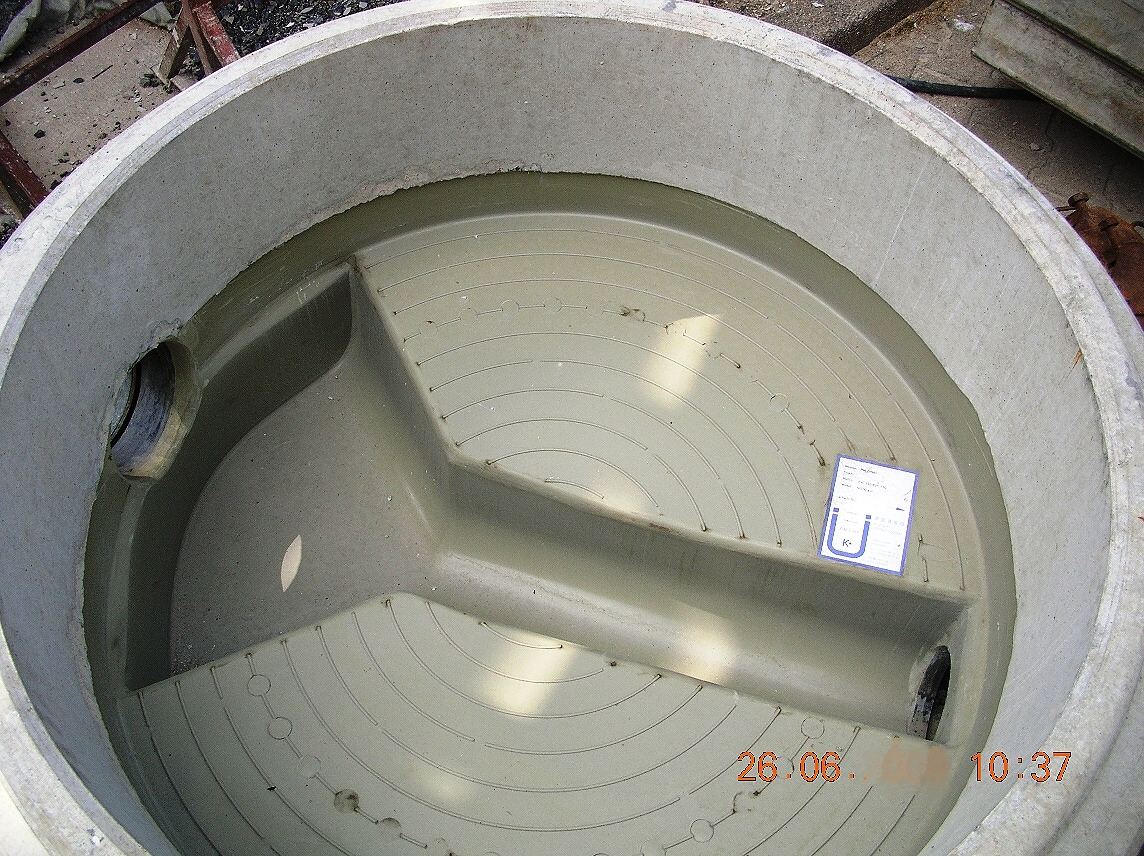
Schachtsohle eines Probenahmeschachtes

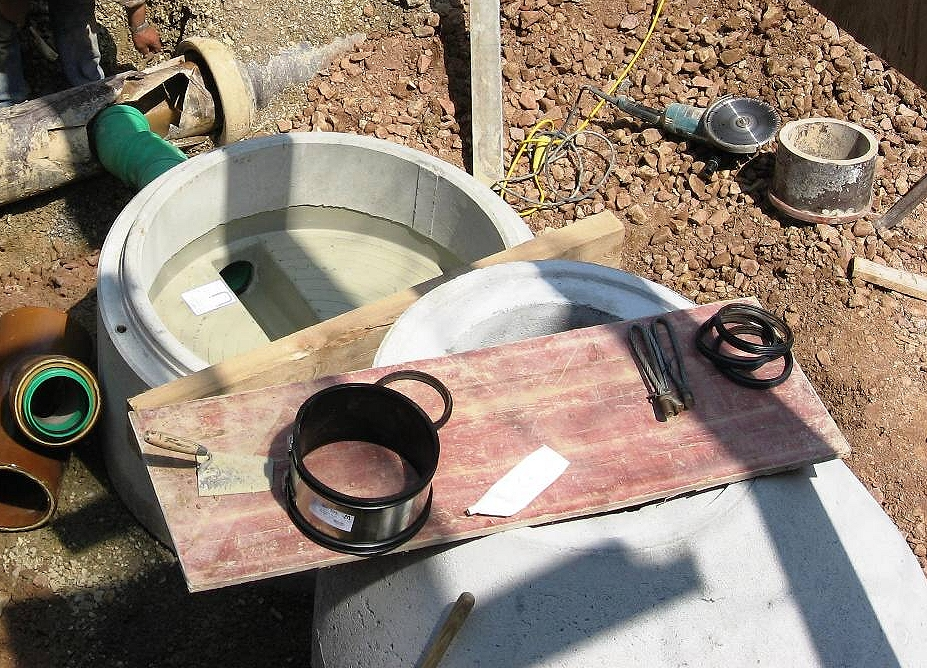
Einbau eines Probenahmeschachtes ins Erdreich

Fettabscheider sind eine einfache Bauform der Leichtflüssigkeitsabscheider zum Trennen von Fetten und Ölen vom Abwasser durch die Schwerkraft. Das fett- und ölhaltige Schmutz- und Spülwasser aus Küchen der Gastronomie, Hotellerie oder Gemeinschaftsverpflegung muss über einen Fettabscheider entsorgt werden. Fettabscheideranlagen reinigen gewerbliche Abwässer vor, bevor das Wasser in die Kanalisation abfließt.
Öle und Fette schwimmen aufgrund ihrer geringeren Dichte auf, sammeln sich auf der Oberfläche und können entnommen werden. Das öl- und fettfreie Abwasser fließt in den Abwasserkanal. Da sich in der Anlage auch die Fließgeschwindigkeit des Abwassers verringert, sinken schwere Feststoffe (Essensreste) zu Boden und setzen sich im Schlammfang ab.
Ölabscheider zum mobilen Einsatz werden von den Rettungsdiensten als Wasser-Öl-Separationsanlagen (Sepcon) bezeichnet. Je nach Zusammensetzung des zufließenden Abwassers enthalten Ölabscheider teilweise Einbauten wie Filter, während traditionelle Fettabscheider lediglich aus einem Behälter mit unter der Wasseroberfläche liegendem Ein- und Auslauf bestehen.

## Funktion

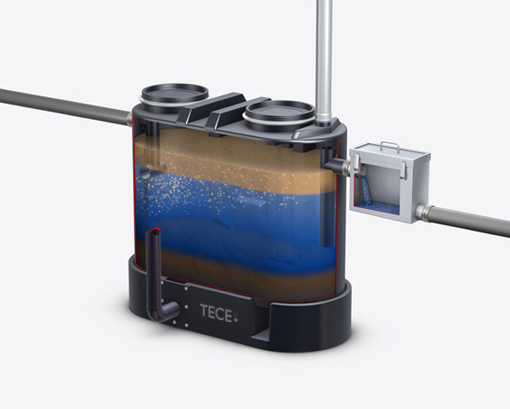
Klassischer Fettabscheider zur Komplettentsorgung. Er funktioniert nach dem Prinzip der Phasentrennung: Fett schwimmt oben. Feststoffe sinken nach unten. In der Mitte das Wasser.

Die meisten Fettabscheider funktionieren nach dem Schwerkraftprinzip, d. h. der Dichteunterschied von Fett und Wasser führt zu einer Phasentrennung, während schwerere Feststoffe zum Boden sinken.
Fettabscheider besitzen einen Einlauf mit Prallwand oder ähnlicher Vorrichtung zur Beruhigung des Wassers und einen Ablauf, der das Wasser unterhalb der Fettschicht entnimmt. Beide befinden sich im zentralen Sammelraum, auf dessen Boden sich auch Sinkstoffe absetzen, sofern keine separate Kammer als Schlammfang vorgeschaltet ist. Am Fettabscheider muss die Möglichkeit bestehen, Proben entnehmen zu können, z. B. durch einen Schacht.
Fettabscheider, die sich unterhalb der Rückstauebene befinden, müssen mit einer Hebeanlage (mit Rückstauschleife) an die Kanalisation angeschlossen sein.
Der Einbau von Fettabscheidern ist genehmigungspflichtig.
Die Nenngröße (NS; früher: NG) einer Fettabscheideanlage richtet sich nach DIN 4040. Sie wird in der Praxis auf verschiedene Arten festgelegt:
- nach der Menge des anfallenden Schmutzwassers in Litern pro Sekunde
- in der Gastronomie nach der Anzahl der täglich servierten Speisen
- in Großküchen nach Anzahl, Art und Baugröße der installierten Spülen und Geräte mit Anschluss an die Abwasserleitung.

Hat die Zulaufleitung oberhalb der Abscheideranlage auf einer Länge von 10 m keine entlüftete Anschlussleitung, so ist nach DIN EN 1825-2 bzw. DIN 4040 die Zulaufleitung möglichst nah am Fettabscheider mit einer zusätzlichen Lüftungsleitung im Querschnitt des Zulaufrohres (DIN EN 1825-1) zu versehen, die bis über das Dach zu führen ist. Anschlussleitungen von mehr als 5 m Länge zur entlüfteten Hauptzulaufleitung sind gesondert zu entlüften.
Die Lüftungsleitungen der Zuleitung und gegebenenfalls des Fettabscheiders können zu einer Sammellüftung zusammengeführt werden, an welche jedoch nicht die Lüftungsleitung einer Hebeanlage (DIN EN 12056-4) oder sonstige Lüftungen (DIN 1986-100) angeschlossen werden dürfen.

## Ausführungen
Fettabscheider bestanden ursprünglich aus einem gemauerten und durch Zementverputz abgedichteten Schacht. Die Entleerung wurde seit Mitte des 20. Jahrhunderts überwiegend durch Saugwagen vorgenommen, die eigene Saugleitungen sowie Druckschläuche zur anschließenden Innenreinigung des Behälters mitführen.
Generell wird das abfließende Wasser dem Ablauf von unten zugeführt, damit das auf der Oberfläche des Wasserspiegels schwimmende Fett im Behälter zurückgehalten wird und nicht in die Kanalisation gelangt.
Meist wird auch das zulaufende Wasser nicht von oben zugeführt, sondern beim Einlaufen in den Behälter über ein Rohr oder einen Schacht nach unten geleitet, damit sie sich nicht mit der Fettschicht an der Oberfläche vermischen.
Das zulaufende Abwasser kann sich so im mittleren Bereich der Wassersäule vom leichteren Fett separieren. Fette und Öle steigen zur Wasseroberfläche auf und sammeln sich dort, ohne vom durchlaufenden Schmutzwasser aufgewirbelt zu werden.
Außerhalb des Gebäudes im Erdreich eingelassene Fettabscheider bestehen heute meist aus Betonfertigteilen (Schachtringen) mit Innenbeschichtung. Alternativ werden auch Kunststoffbehälter aus PE im Erdboden verbaut.
Alternativ werden freistehende Behälter in einer der unteren Etagen des Gebäudes aufgestellt, die aus Kunststoff oder Edelstahl bestehen.
Moderne Fettabscheider werden mit zusätzlichen Funktionen und Einbauten ausgestattet:
- Vorrichtungen zur Selbstreinigung des Behälters von innen,
- kontinuierlicher Ablauf der abgeschiedenen Fette und Öle in separate Sammelbehälter, wodurch eine komplette Entleerung seltener vorgenommen werden muss,
- Pumpanlagen zur Entleerung des Behälters.

Anbieter von Fettabscheidern im deutschsprachigen Raum sind Kessel, Aco, Mall bzw. in Österreich Inowa Abwassertechnologie und Graf/Klaro.

## Komplett- oder Teilentsorgung

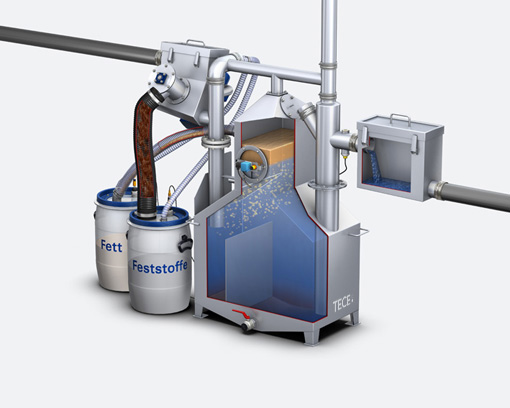
Fettabscheider zur Teilentsorgung, System Praktika: Fett und Feststoffe werden in handlichen Kunststofftonnen gesammelt.

Komplettentsorgung: Die Intervalle zur Entleerung müssen nach DIN 4040-100 festgelegt werden. Hiernach sind klassische Fettabscheider mindestens alle vier Wochen durch ein Entsorgungsunternehmen komplett zu entleeren, reinigen und anschließend mit Frischwasser aufzufüllen – bei nicht ausreichendem Schlammfangvolumen oder Fettsammelraum in kürzerem Turnus. In der Praxis erfolgt die Leerung häufig wesentlich seltener. Nach Rücksprache mit der zuständigen Behörde sind auch erweiterte Entleerungsintervalle zulässig. Moderne Fettabscheider haben einen Festanschluss für die Entsorgungsleitung. Die Leitung wird innerhalb des Gebäudes fest installiert und endet mit einer Kupplung an der Gebäudeaußenseite. Meist ist die Kupplung zusammen mit einer Fernbedienung in einem Auf- oder Unterputzkasten untergebracht, bei vollautomatischen Fettabscheidern erfolgt die Entsorgung automatisiert. Die Fettabscheiderinhalte können so unauffällig von einem Tankwagen aufgenommen werden.
Teilentsorgung: Innerhalb des Gebäudes aufgestellte Fettabscheider ermöglichen teilweise das getrennte Abfüllen von Fett und Schlamm in Kunststofffässer. Der Betreiber kann die konzentrierten Reststoffe dann bei Bedarf selbst entsorgen. Durch die bedarfsgerechte Entsorgung sind die Betriebskosten in der Regel geringer als bei der Komplettentsorgung per Tankwagen. Die Menge des Entsorgungsgutes wird bei diesem Verfahren im Vergleich zur Komplettentsorgung auf rund zehn Prozent reduziert. Fette und Feststoffe können bei Fettabscheidern mit Teilentsorgung auch in eine zentrale Nassmüllentsorgung geleitet werden. Die separierten Stoffe werden dann zusammen mit anderen Essensabfällen in einen zentralen Sammelbehälter gesaugt.

## Zulaufleitung
Wenn sich das einer Abscheideranlage zulaufende Wasser abkühlt, können sich erstarrende Fette und Öle an der Rohrwandung absetzen.
Bei längeren Zulaufleitungen muss gegebenenfalls eine Wärmedämmung oder Rohrbegleitheizung vorgesehen werden, insbesondere wenn die Leitung durch kühle Räume führt.
Um Fettansätze aufgrund einer zu niedrigen Fließgeschwindigkeit zu verhindern, ist zudem ein Gefälle von mindestens 2 % (1 : 50) vorzusehen.
Der Übergang der Fallleitung in die Grundleitung sollte aus zwei 45°-Bögen und einem min. 250 mm langen Zwischenstück gebildet werden.
Darauf sollte eine gerade Beruhigungsstrecke mit der zehnfachen Länge der Nennweite des Zulaufrohres folgen.
Die Dichtheit von Grundleitungen soll grundsätzlich nach DIN EN 1610 und Arbeitsblatt ATV-DVWK-A 139 geprüft werden.

## Entsorgungsleitung
Liegt der Fettabscheider an einem Ort, der für das Entsorgungsfahrzeug schlecht zugänglich ist, kann eine Saugleitung zu einem besser geeigneten Standort fest installiert werden.
Für das Saugrohr wird ein freier Querschnitt von mindestens 50
bis ca. 60 mm (DN 65) empfohlen. Zur schnelleren Entleerung werden oft Saugrohre mit einem freien Querschnitt von ca. 75 mm eingesetzt (DN 80).
Der Anschluss des Saugschlauchs des Entsorgungsfahrzeugs kann durch eine Perrot-Kupplung geschehen.
Üblicherweise werden heute jedoch Storz-Saugkupplungen der Größe B oder C verwendet.

## Richtlinien und Regeln
Der Einsatz von Fettabscheideranlagen wird durch die Normen DIN EN 1825-1 und DIN EN 1825-2 sowie den nationalen Anhang DIN 4040-100 geregelt. Sie gilt für Betriebe mit gewerblicher Essensausgabe wie beispielsweise Gaststätten, Hotels, Großküchen und Imbissstuben, in denen fetthaltiges Abwasser anfällt.
Anhang A der DIN EN 1825-2 macht Vorgaben zur Berechnung des anzusetzenden Schmutzwasserabflusses QS. Die Dimensionierung er Abwasserleitungen erfolgt nach DIN 1986-100 für einen
Füllungsgrad von 50 %.
Die DIN EN 1825-2 fordert eine über das Dach des Gebäudes geführte Entlüftung jeder Anschlussleitung, die länger ist als 5 m.
Eine der Entlüftungsleitungen muss innerhalb von 10 m vom Fettabscheider liegen, sonst ist diese separat zu entlüften.
Diese Entlüftungsleitungen können zu einer Sammellüftung nach DIN 1986-100, Abschnitt 14.1.6.2, zusammengeführt werden. Es dürfen jedoch keine Entlüftungsleitungen anderer Abflussleitungen oder die einer dem Abscheider nachgeschalteten Hebeanlage hieran angeschlossen werden.
Nach DIN 4040-100 soll alle fünf Jahre eine Inspektion des Abscheiders durchgeführt werden.
DIN 4040-100 fordert im Gegensatz zur DIN EN 1825 einen getrennten Schlammraum und macht feste Vorgaben zu notwendigen Mindestvolumina von Schlammfang, Fettsammelraum und Fettabscheider insgesamt sowie für die Mindestoberfläche des Fettabscheider-Raumes, während nach DIN EN 1825 bei hydraulischem Nachweis auch eine Unterschreitung dieser Werte möglich ist.
Bei industriellen Lebensmittelverarbeitern (Molkereien, Käsereien, Fischverarbeitung, Spülbetriebe, Küchenabfall-Aufbereitungsanlagen) fällt Abwasser mit einem hohen Anteil emulgierter Fette und Öle an. Dieses Abwasser wird in Fettabscheideranlagen nach dem Schwerkraftprinzip nicht immer effektiv behandelt. Eine weitergehende Abwasserbehandlung kann erforderlich werden.
Falls in einem Betrieb überwiegend tierische Fette ins Abwasser gelangen, werden im Rohrsystem vorzugsweise Dichtungen aus NBR anstelle des üblichen EPDM eingesetzt.

### Übersicht der gesetzlichen Vorschriften
Technische Bestimmungen:
- DIN EN 1825-1, Abscheideranlagen für Fette – Teil 1: Bau-, Funktions- und Prüfgrundsätze, Kennzeichnung und Güteüberwachung; Deutsche Fassung EN 1825-1:2004
- DIN EN 1825-2, Abscheideranlagen für Fette – Teil 2: Wahl der Nenngröße, Einbau, Betrieb und Wartung; Deutsche Fassung EN 1825-2:2002
- DIN 4040-100, Abscheideranlagen für Fette – Teil 100: Anforderungen an die Anwendung von Abscheideranlagen nach DIN EN 1825-1 und DIN EN 1825-2
- DIN EN 1717, Schutz des Trinkwassers vor Verunreinigungen in Trinkwasser-Installationen und allgemeine Anforderungen an Sicherheitseinrichtungen zur Verhütung von Trinkwasserverunreinigungen durch Rückfließen – Technische Regel des DVGW
- DIN 1986-100, Entwässerungsanlagen für Gebäude und Grundstücke – beschreibt den grundsätzlichen Einsatzfall und einige Randbedingungen
- DWA – DVWK – M 767, Abwasser aus der fleischverarbeitenden Industrie
- DWA – DVWK – M 768, Abwasser aus der Fischindustrie

Rechtliche Bestimmungen:
- § 57 (Anforderungen an das Einleiten von Abwasser) und § 58 Abs. 2 Nr. 3 Wasserhaushaltsgesetz - WHG (Bund)
- Entwässerungssatzungen der jeweiligen Gemeinden, z. B. § 2 Nr. 10 und § 5 Abwassersatzung der Stadt Düsseldorf
- Lebensmittelhygiene-Verordnungen der Länder
- Tierische Nebenprodukte-Beseitigungsgesetz - TierNebV (Bund)
- Bioabfallverordnung - BioAbfV (Bund)
- Richtlinien für Betrieb und Überwachung von Fettabscheideranlagen
- Bauaufsichtlicher Verwendbarkeitsnachweis der spezifischen Anlage
- Landesbauordnungen (LBO)
- kommunale Entwässerungssatzungen nennen Grenzwerte und Einleitbedingungen für öffentliche Abwasseranlagen (Kanalisation) und beziehen sich meist auf die DIN EN 1825

## Verwertung von Fettabscheiderinhalten
Fettabscheider werden durch Saugfahrzeuge geleert, welche die Fettabscheiderinhalte anschließend zu Verwertungsstellen befördern. In Biogasanlagen oder Klärwerken können die Fette zur Wärme- und Stromerzeugung verwendet werden. Abgetrenntes Öl kann als Substrat für die Biodieselherstellung genutzt werden. Für die Extraktion der hochwertigen Ölfraktion aus Fettabscheidern existieren verschiedene Methoden. Die besten Ergebnisse lassen sich mit Zentrifugen erreichen.
Ein neueres Forschungsprojekt (2016–2018) kommt zu dem Schluss, dass eine kombinierte Nutzung von Fettabscheiderinhalten zur Biodiesel- und Biogaserzeugung aus ökologischer Sicht ähnlich gut und unter gewissen Annahmen besser ist als eine Nutzung ausschließlich zur Biogaserzeugung.